# Li Kongzheng
Li Kongzheng (chinesisch 李孔政, Pinyin Lǐ Kǒngzhèng, * 4. Mai 1959) ist ein ehemaliger chinesischer Wasserspringer. Er sprang zunächst im 10-m-Turmspringen und später auch im Kunstspringen vom 3-m-Brett. Li nahm an zwei Olympischen Spielen teil und gewann dabei eine Medaille. Auch bei Weltmeisterschaften konnte er eine Medaille erringen.
Li erlernte das Wasserspringen an einer Sportschule in Peking. Mit 15 Jahren nahm er in Teheran an den Asienspielen teil und gewann vom 10-m-Turm auf Anhieb die Goldmedaille. Auch bei den folgenden Asienspielen 1978 in Bangkok und 1982 in Delhi konnte er jeweils eine Medaille gewinnen, diesmal jedoch vom 3-m-Brett. Bei der Weltmeisterschaft 1982 in Guayaquil verpasste er als Vierter vom 3-m-Brett und Sechster vom 10-m-Turm eine Medaille knapp. In Los Angeles bestritt er im Jahr 1984 seine ersten Olympischen Spiele, vom 10-m-Turm gewann er die Bronzemedaille. Auch bei der Weltmeisterschaft 1986 in Madrid gewann er mit Silber vom Turm erneut eine Medaille. Seinen letzten internationalen Wettkampf bestritt er schließlich bei den Olympischen Spielen 1988 in Seoul, wo er vom 10-m-Turm noch einmal Rang sechs belegte.
Nach seiner aktiven Karriere arbeitete Li Kongzheng als Trainer für den US-amerikanischen Verband. Er war zunächst an der University of Minnesota tätig, später am Leistungszentrum in Columbus. Einige Jahre trainierte er auch die australische Nationalmannschaft in Melbourne. Seit 2010 ist er als Trainer der University of Michigan beschäftigt.